# Vestiges & Claws
Vestiges & Claws è il terzo album in studio del cantautore svedese José González, pubblicato nel 2015.

## Tracce
Testi e musiche di José González.
1. With the Ink of a Ghost – 5:18
2. Let It Carry You – 5:34
3. Stories We Build, Stories We Tell – 3:25
4. The Forest – 3:20
5. Leaf Off/The Cave – 4:53
6. Every Age – 3:10
7. What Will – 6:27
8. Vissel – 3:44
9. Afterglow – 3:42
10. Open Book – 2:40